# Autoroute A 711
Die Autoroute A 711 ist eine französische Autobahn mit Beginn in Clermont-Ferrand und dem Ende in Les Martres-d’Artière. Insgesamt weist sie eine Länge von 11,0 km auf. Die Strecke ist gebührenfrei.

## Geschichte
- 1976: Eröffnung Lempdes – Clermont-Ferrand (Abfahrt 1.3 – A 75), (→ N 89)
- 24. Oktober 1978: Eröffnung Lussat – Lempdes (A 89 – Abfahrt 1.3)